# Casalduni
Casalduni là một đô thị ở tỉnh Benevento trong vùng Campania, có vị trí khoảng 60 km về phía đông bắc của Napoli và khoảng 15 km về phía tây bắc của Benevento. Tại thời điểm ngày 31 tháng 12 năm 2004, đô thị này có dân số 1.522 người và diện tích là 23.2 km².
Casalduni giáp các đô thị: Campolattaro, Fragneto Monforte, Ponte, Pontelandolfo, San Lupo.